# 9297 Marchuk
9297 Marchuk este un asteroid din centura principală de asteroizi.

## Descriere
9297 Marchuk este un asteroid din centura principală de asteroizi. A fost descoperit pe 25 iunie 1984 la Observatorul de Astrofizică din Crimeea de Tamara Smirnova. El prezintă o orbită caracterizată de o semiaxă mare de 2,69 ua, o excentricitate de 0,15 și o înclinație de 12,7° în raport cu ecliptica.